# طارق بن عمرو الأموي
طارق بن عمرو الأموي المكي مولى عثمان بن عفان، قاضي مكة ويقال قاضي المدينة، في سنة 73هـ ولاه عبد الملك على المدينة. كان مع الحجاج بن يوسف الثقفي في حربه على ابن الزبير، وقد شارك مع الحجاج في الكثير من المعارك والحروب،
كان في باطنه يحمل تقديرا و تعظيما لعبد الله بن الزبير
و لكنه كان جنديا في جيش الحجاج ولا يملك من الأمر شيء
رجا من الحجاج إنزال جثمان ابن الزبير من الصلب ليدفن
فرفض الحجاج رجاءه قبل أن يأمر الخليفة عبد الملك بن مروان بانزاله وغسله ودفنه بطلب من عبد الله بن عمر بن الخطاب.